# 2004 CM111
2004 CM111, também escrito como 2004 CM111, é um corpo menor que é classificado como um damocloide. O mesmo possui uma magnitude absoluta de 21,6 e tem um diâmetro com cerca de 6 km.

## Descoberta
2004 CM111 foi descoberto no dia 13 de fevereiro de 2004, pelo astrônomo J. A. Larsen através do Observatório Nacional de Kitt Peak.

## Órbita
A órbita de 2004 CM111 tem uma excentricidade de 0,851 e possui um semieixo maior de 33,180 UA. O seu periélio leva o mesmo a uma distância de 4,942 UA em relação ao Sol e seu afélio a 61,417 UA.